# ボディ・ターゲット
『ボディ・ターゲット』（原題：Nowhere to Run）は、1993年制作のアメリカのアクション映画。ジャン＝クロード・ヴァン・ダム主演。

## あらすじ
カリフォルニアのとある山道で、1台の囚人護送車が事故を起こし横転、護送中の未決囚数人が脱走した。
その中の1人、サム・ギレンは逃走中、農場を経営する若い未亡人クライディーがシャワーを浴びるために脱衣中だった姿を偶然目撃、これがきっかけで彼女の自宅の納屋にかくまわれ、彼女の息子ムーキーと親密な仲になる。
しかし、クライディー達地元の住民は、悪徳土地開発業者ヘイルによる強引な開発と彼の手下による嫌がらせに苦しんでいた。
サムはヘイル一味に立ち向かう決意を固める。

## スタッフ
- 監督：ロバート・ハーモン
- 第2班監督：ピーター・マクドナルド
- 製作：ゲイリー・アデルソン、クレイグ・ボームガーテン
- 脚本：ジョー・エスターハス、レスリー・ボーム、ランディ・フェルドマン
- 原案：ジョー・エスターハス、リチャード・マーカンド
- 撮影：デイヴィッド・グリブル
- 音楽：マーク・アイシャム
- 編集：マーク・ヘルフリッチ、ザック・ステンバーグ

## 登場人物
サム・ギレン
演 - ジャン＝クロード・ヴァン・ダム
脱走した未決囚の一人。逃走中、シャワーを浴びるために脱衣中だったクライディーを偶然目撃したことが２人の関わりのきっかけとなる。
クライディー・アンダーソン
演 - ロザンナ・アークエット
未亡人。農家を営んでいる。シャワーを浴びるために脱衣中の姿を逃走中のサムが偶然目撃したことが２人の関わりのきっかけとなる。
ムーキー
演 - キーラン・カルキン
クライディーの息子。
ブリー
演 - ティファニー・トーブマン
クライディーの娘。
フランクリン・ヘイル
演 - ジョス・アクランド
開発業者。
ダンストン
演 - テッド・レヴィン
ヘイルのボディガードの一人。
ロニー
演 - エドワード・ブラッチフォード
保安官。クライディーの恋人。
ビリー
演 - アンソニー・スターク
未決囚の一人。サムの親友でもあるが脱走の最中に撃たれて死亡する。
トム・ルイス
演 - スティーヴン・ブリッジウォーター
ヘイルに反対している農家の人間。これにより放火されるがサムの活躍で事なきを得る。

## キャスト
| 役名                       | 俳優                             | 日本語吹替                                                                     | 日本語吹替                                                      |
| 役名                       | 俳優                             | ソフト版                                                                       | テレビ朝日版                                                    |
| -------------------------- | -------------------------------- | ------------------------------------------------------------------------------ | --------------------------------------------------------------- |
| サム・ギレン               | ジャン＝クロード・ヴァン・ダム   | 大塚芳忠                                                                       | 山寺宏一                                                        |
| クライディー・アンダーソン | ロザンナ・アークエット           | 塩田朋子                                                                       | 佐々木優子                                                      |
| ムーキー                   | キーラン・カルキン               | 浦野裕介                                                                       | 近藤玲子                                                        |
| ブリー                     | ティファニー・トーブマン         | 井上彩                                                                         | 西村ちなみ                                                      |
| フランクリン・ヘイル       | ジョス・アクランド               | 大木民夫                                                                       | 阪脩                                                            |
| ダンストン                 | テッド・レヴィン                 | 千田光男                                                                       | 谷口節                                                          |
| ロニー                     | エドワード・ブラッチフォード     | 宮本充                                                                         | 鈴置洋孝                                                        |
| トム・ルイス               | スティーヴン・ブリッジウォーター | 中田和宏                                                                       | 金尾哲夫                                                        |
| ビリー                     | アンソニー・スターク             | 島田敏                                                                         | 田中正彦                                                        |
| その他                     |                                  | 宮沢元 上田敏也 小島敏彦 秋元羊介 宝亀克寿 西尾徳 三輝みきこ 岡村恭子 野島汎平 | 金野恵子 辻親八 村松康雄 中庸助 寺島幹夫 津田英三 大橋世津 糸博 |
|                            |                                  |                                                                                |                                                                 |
| 演出                       |                                  | 松川陸                                                                         | 向山宏志                                                        |
| 翻訳                       |                                  | 岩佐幸子                                                                       | 高橋京子                                                        |
| 調整                       |                                  | 高久孝雄                                                                       | 桑原邦男                                                        |
| 効果                       |                                  |                                                                                | VOX                                                             |
| プロデューサー             |                                  | 吉岡美惠子                                                                     |                                                                 |
| 担当                       |                                  | 神部宗之 菊地由香                                                              |                                                                 |
| 解説                       |                                  |                                                                                | 淀川長治                                                        |
| 制作                       |                                  | 東北新社                                                                       | コスモプロモーション                                            |
| 初回放送                   |                                  |                                                                                | 1996年5月12日 『日曜洋画劇場』                                  |

- テレビ朝日版：再放送はこちらの音源が使用されることが多い